# Бути мною
«Бути мною» (швед. Att vara jag) — одна з найвідоміших книг шведської дитячої письменниці та ілюстраторки Анни Геглунд, опублікована 2015 року.

## Опис
«Бути мною» — це історія тринадцятирічної дівчини на ім'я Руса, яка осмислює себе. Яка вона насправді? Як сприймати своє тіло, і чи це має бути соромно? Коли в дівчат починається менструація, як вона відбувається? Чи справді однолітки Руси вже займаються сексом, чи це лише їхні фантазії? Чому хлопці недобре поводяться з дівчатами і чи можна це якось виправити? Такі й інші питання бентежать дівчину, і вона шукає відповіді.
«Я ж лише хочу бути собою, ні дівчиною, ні хлопцем. Просто собою, без цього липкого відчуття.»
"Бути мною" — не тільки перша в Україні, а й одна з небагатьох у світі книжка, яка так відверто розкриває замовчувані підліткові проблеми. Тонко й дотепно, а водночас глибоко й пронизливо Анна Хьоґлунд порушує важливі гендерні питання повсякденного життя дівчинки-підлітка.
Усе це щедро ілюстровано авторськими малюнками, афористичними репліками, колажами й коміксами.

## Нагороди
- Спеціальна відзнака Bologna Ragazzi Award 2016;

## Відгуки
- Бути мною: бунт проти сорому [Архівовано 18 квітня 2017 у Wayback Machine.];
- Бути мною: правда буденного життя [Архівовано 7 травня 2017 у Wayback Machine.];
- Бути мною: відверті історії про дорослішання і пошук себе [Архівовано 11 серпня 2017 у Wayback Machine.];
- Бути собою: як писати про фемінізм для підлітків [Архівовано 23 квітня 2017 у Wayback Machine.];
- Перекладачка «Бути мною»: «Твої біологічні особливості не повинні диктувати тобі ким бути і як себе поводити» [Архівовано 23 квітня 2017 у Wayback Machine.];

## Український переклад
- Бути мною / пер. зі швед. Юлії Юрчук. — Київ: Видавництво «Видавництво», 2016. — 84 с. — ISBN 978-966-97574-0-1